# Brålanda distrikt
Brålanda distrikt är ett distrikt i Vänersborgs kommun och Västra Götalands län.
Distriktet ligger norr om Vänersborg.

## Tidigare administrativ tillhörighet
Distriktet inrättades 2016 och utgörs av socknen Brålanda i Vänersborgs kommun.
Området motsvarar den omfattning Brålanda församling hade vid årsskiftet 1999/2000.